# Liste der Biografien/Kruc
Liste der Biografien |
Portal Biografien |
Personensuche
# |
A |
B |
C |
D |
E |
F |
G |
H |
I |
J |
K |
L |
M |
N |
O |
P |
Q |
R |
S |
T |
U |
V |
W |
X |
Y |
Z |
?
 
Ka |
Kb |
Kc |
Kd |
Ke |
Kf |
Kg |
Kh |
Ki |
Kj |
Kl |
Km |
Kn |
Ko |
Kp |
Kr |
Ks |
Kt |
Ku |
Kv |
Kw |
Ky |
Kx |
Kz
 
Kra |
Krb |
Krc |
Kre |
Krg |
Krh |
Kri |
Krj |
Krk |
Krl |
Krm |
Krn |
Kro |
Krp |
Krs |
Krt |
Kru |
Kry |
Krz
 
Krua |
Krub |
Kruc |
Krud |
Krue |
Kruf |
Krug |
Kruh |
Krui |
Kruj |
Kruk |
Krul |
Krum |
Krun |
Kruo |
Krup |
Krus |
Krut |
Kruu |
Kruy |
Kruz
Die Liste der Biografien führt alle Personen auf, die in der deutschsprachigen Wikipedia einen Artikel haben. Dieses ist eine Teilliste mit 46 Einträgen von Personen, deren Namen mit den Buchstaben „Kruc“ beginnt.

## Kruc

### Kruch
- Kruchen, Andreas (1731–1796), deutscher Zisterzienserabt
- Kruchen, Gottfried (1913–1979), deutscher Theologe und Professor für Katholische Theologie
- Kruchen, Julius (1845–1912), deutscher Landschaftsmaler der Düsseldorfer Schule
- Kruchen, Medardus (1876–1957), deutscher Landschafts- und Stilllebenmaler der Düsseldorfer Schule
- Kruchten, Philippe (* 1952), französischer Informatiker, Professor für Software Engineering an der University of British Columbia

### Kruci
- Krucinski, Andrea (* 1964), deutsche Badmintonspielerin

### Kruck
- Kruck, Andreas (* 1984), deutscher Eishockeyspieler
- Kruck, Christian (1925–1985), deutscher Maler und Lithograf des Expressionismus
- Kruck, Gustav (1875–1934), Schweizer Politiker (FDP)
- Krück, Michael (1842–1919), bayerischer Pädagoge
- Kruck, Peter (* 1965), deutscher Medienwissenschaftler, Autor und Quizspieler
- Kruck, Sabrina (* 1981), deutsche Eishockeyspielerin
- Kruck, Thomas (1933–2006), deutscher Chemiker und Hochschullehrer
- Krücke, Georg (1880–1961), Oberbürgermeister von Wiesbaden (1930–1933 und 1945–1946)
- Krücke, Theodor († 1912), deutscher Lehrer, Pastor und Politiker
- Krücke, Wilhelm (1911–1988), deutscher Neuropathologe
- Krückeberg, Fritz (1928–2012), deutscher Mathematiker und Informatiker
- Krückeberg, Hans (1878–1952), deutscher Bildhauer
- Krückeberg, Heinz (1921–1945), deutscher Fußballspieler
- Krückeberg, Heinz W. (1927–2015), deutscher Schauspieler
- Krückeberg, Wilhelm (1914–1990), deutscher evangelischer Theologe
- Krückel, Bernd (* 1964), deutscher Politiker (CDU), MdL
- Krückel, Daniela (* 1995), österreichische Grasskiläuferin
- Krückel, Michael (* 1988), österreichischer Grasskiläufer
- Krückels, Malte (* 1968), deutscher Politiker (Die Linke) und Staatssekretär
- Krückemeyer, Klaus, deutscher Schauspieler, Hörspielsprecher, Event-Moderator und Entertainer
- Krücken, Friedrich Wilhelm (1930–2025), deutscher Schulleiter und Mercator-Forscher
- Krücken, Georg (1962–2024), deutscher Soziologe
- Krücken, Stefan (* 1975), deutscher Journalist, Autor und Verleger, Gründer des Ankerherz Verlags
- Kruckenberg, Franz (1882–1965), deutscher IngenieurFranz Kruckenberg (1882–1965)

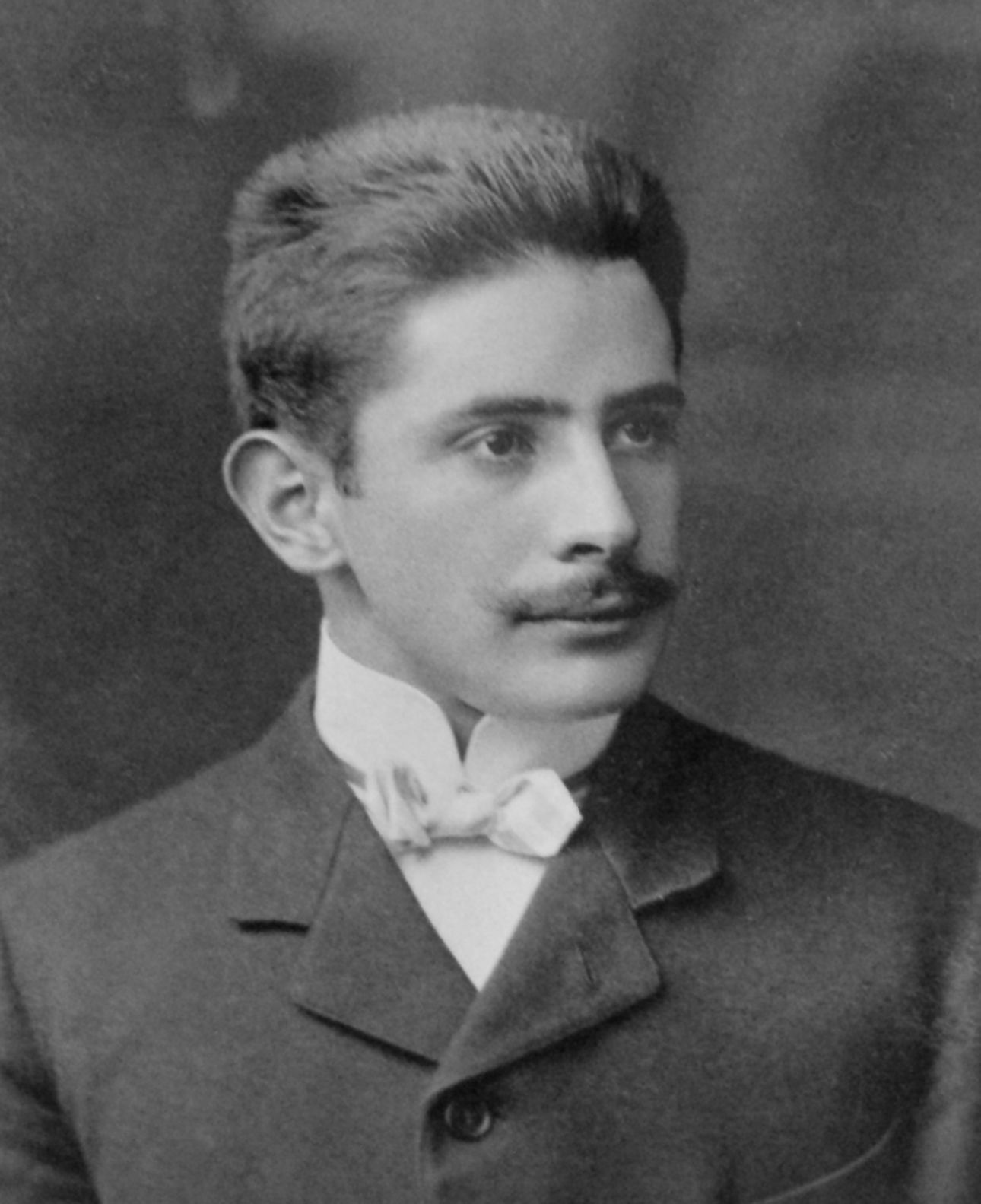
Franz Kruckenberg (1882–1965)

- Kruckenhauser, Stefan (1905–1988), österreichischer Skipionier und FotografStefan Kruckenhauser (1905–1988)

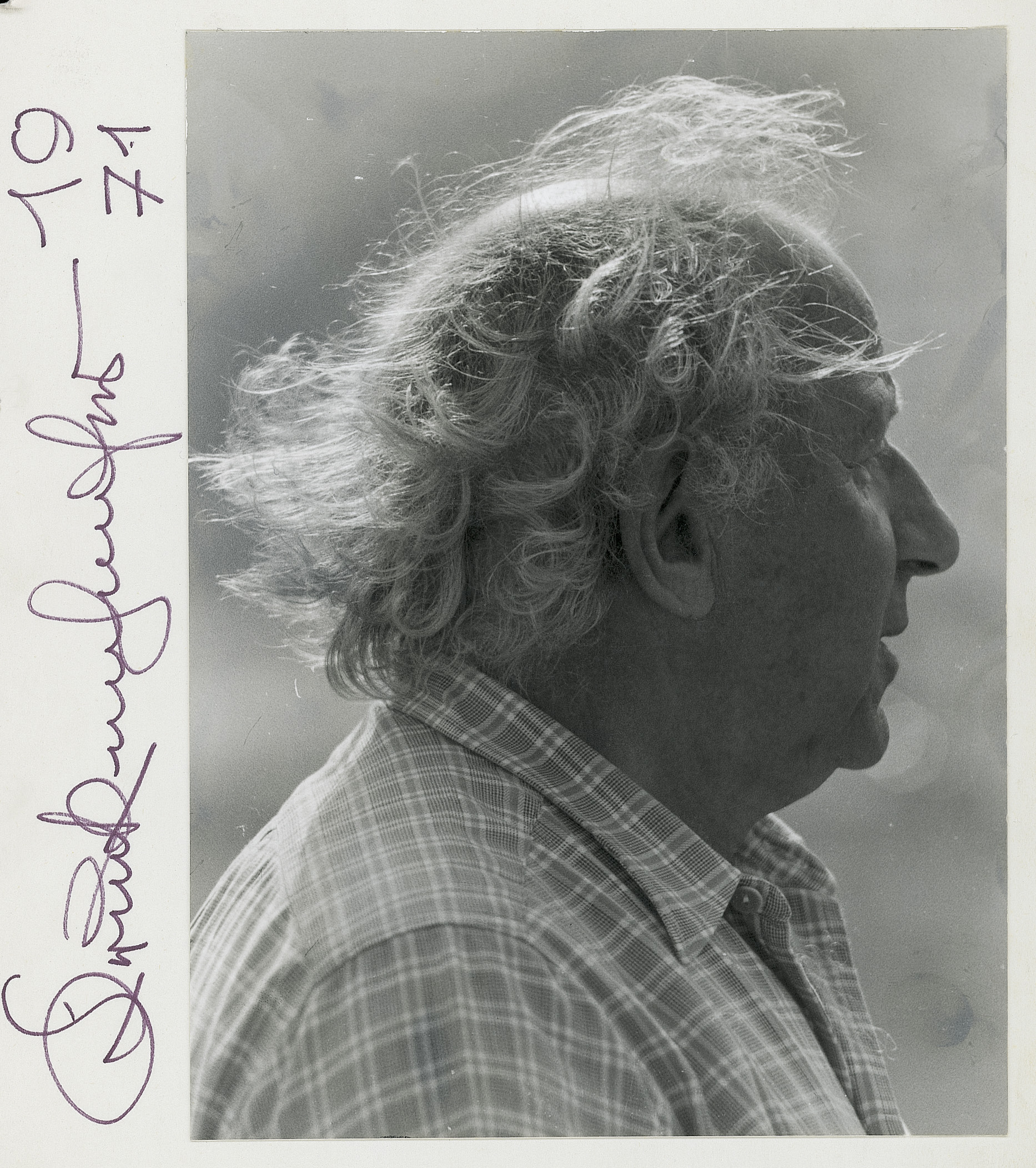
Stefan Kruckenhauser (1905–1988)

- Krucker, Gianina (* 1998), deutsch-schweizerische Skispringerin
- Krücker, Michael (* 1961), deutscher klassischer Pianist
- Krückl, Franz (1841–1899), österreichischer Opernsänger (Bariton), Theaterschauspieler und Komponist mährischer Herkunft
- Krückl, Maximilian (1966–2019), deutscher Schauspieler, Drehbuchautor und Kabarettist
- Krückl, Sebastian (1905–1988), deutscher Radrennfahrer
- Krückmann, Emil (1865–1944), deutscher Augenarzt und Hochschullehrer
- Krückmann, Oluf (1904–1984), deutscher Orientalist
- Krückmann, Paul (1866–1943), deutscher Rechtswissenschaftler
- Kruckow, August (1874–1939), deutscher Rundfunkpionier und Staatssekretär
- Kruckow, Christence († 1621), dänische Adlige, Opfer der Hexenverfolgung, Stifterin

### Krucz
- Kruczek, Dominik (* 1991), deutsch-polnischer Fußballspieler
- Kruczek, Łukasz (* 1975), polnischer Skispringer und Skisprungtrainer
- Kruczek, Maciej (* 1988), polnischer Eishockeyspieler
- Kruczek, Władysław (1910–2003), polnischer Gewerkschafter und Politiker, Mitglied des Sejm
- Kruczkowski, Leon (1900–1962), polnischer Schriftsteller